# Вілла-Сант-Антоніо
Вілла-Сант-Антоніо (італ. Villa Sant'Antonio, сард. Santu Antoni Arruinas) — муніципалітет в Італії, у регіоні Сардинія, провінція Ористано.
Вілла-Сант-Антоніо розташована на відстані близько 380 км на південний захід від Рима, 75 км на північ від Кальярі, 28 км на схід від Ористано.
Населення — 356 осіб (2014).
Щорічний фестиваль відбувається 17 січня. Покровителі — святий Антоній Великий.

## Демографія
Населення за роками:

Станом на 1 січня 2023 року в муніципалітеті офіційно проживало 7 іноземців з 4 країн, серед них 4 громадяни країн Євросоюзу.

## Сусідні муніципалітети
- Альбаджара
- Ассоло
- Азуні
- Могорелла
- Руїнас
- Сеніс